# Estádio Caio Feitosa
O Estádio Municipal Caio Feitosa é um estádio de futebol situado na cidade de Porto da Folha, no estado de Sergipe. É utilizado para jogos de mando de campo da Associação Atlética Guarany. Tem capacidade para 3.000 pessoas.